# みわ優子
みわ 優子（みわ ゆうこ、1970年9月29日 - ）は、日本の女優・タレント。京都府生まれ、岐阜県大垣市出身。
現在はフリーで活動中。希楽星、エヌウィード、エヌ・エー・シーに営業委託。
岐阜県立大垣東高校、跡見女子短期大学卒。以前はエヌ・エー・シーに所属していた。
2006年に芸名を三輪優子からみわ 優子に改名。みわゆうこはレコード会社・ポニーキャニオンのみでの歌手名である。

## 人物
1970年9月29日、京都府生まれ。
1972年に父親（立命館大学文学部地理学科入学、再受験し経済学部入学、同学部卒。胆管癌にて享年82歳で永眠）の都合により岐阜県大垣市に移住。高校卒業までを大垣市内で過ごす。
1988年に雑誌・Momocoにモモコクラブの一員として掲載。1990年、ドラマ『川は泣いている』で女優としてドラマデビュー。
1992年4月から1993年9月まで『ひらけ!ポンキッキ』の10代目おねえさん、1993年10月から1994年3月まで『ポンキッキーズ』のおねえさんを務めていた。

## 出演

### テレビドラマ
- ありふれた奇跡 - 母親
- アンタッチャブル〜事件記者・鳴海遼子〜 - ニュースキャスター ※準レギュラー
- 愛し君へ - 川根史也の母 ※準レギュラー
- ウルトラマンメビウス 第32話「怪獣使いの遺産」（2006年） - アキコの母
- オカンは宇宙を支配する - 母親
- 川は泣いている - 店員
- 夜に抱かれて - OL
- 若者のすべて - OL
- 沙粧妙子-最後の事件- - 婦人警官
- カケオチのススメ - OL
- ギンザの恋 - 母親
- 七星闘神ガイファード - ニュースキャスター
- 西遊記 - 桂珍
- 元気をあげる〜救命救急医物語 - オペ室ナース
- 渡る世間は鬼ばかり - 小児科ナース
- 土曜ワイド劇場「二つの東京・愛と死の殺人海流」（1997年9月27日） - 刑事・遠藤圭子
- はぐれ刑事純情派スペシャル - 深山容子
- ミセスシンデレラ - ブティック店員
- 週間フジテレビ批評 - レポーター
- あした吹く風
- 愛の劇場・WHO!?
- ギンザの恋
- さすらい刑事旅情編IV 第16話「巻き添えを喰らった女・新特急谷川の殺意」（1992年2月5日） - 巻き添えを喰らった女
- はみだし刑事情熱系
- タイムキーパーズ - 看護師
- 超光戦士シャンゼリオン - アナウンサー
- 土曜ワイド劇場 「新・法医学教室の事件ファイル」 - 助手・西島みどり ※レギュラー
- ムコ殿 - 母親
- 霊感バスガイド事件簿 - 新聞記者
- 世にも奇妙な物語・不定期バスの客 - 婚約者
- 火曜サスペンス劇場「フルムーン旅情ミステリー5・やさしい嘘」 - 老舗旅館の娘
- 水曜ミステリー９ 「湯けむりドクター華岡万里子の温泉事件簿7」 - ニュースの女子アナ
- ひらけ！ポンキッキ  - 10代目おねえさん ※レギュラー
- ポンキッキーズ - おねえさん ※レギュラー
- 顔 - 母親
- 誘拐 - アナウンサー
- 土曜ワイド劇場 「なんでも屋探偵帖II」 - OL
- 鬼嫁日記 - 母親
- 夢見る頃を過ぎても - 受付嬢
- 笑ケース100  - 未亡人
- ダウンタウンのガキの使いやあらへんで 大晦日スペシャル - 小学校教諭
- ダウンタウンのごっつええ感じ
- SMAP×SMAP・宇宙戦艦ヤマト・告知 - 母親
- Love…so do I - 母親
- 行列のできる法律相談所
- 土曜ワイド劇場 「弁護士・森江春策の裁判員法廷」 - ニュースの女子アナ
- 平成のオキテ「恋の楽園アイランド」 - 主演
- 奇跡体験!アンビリバボー「ある夫婦の愛のカタチ」- 主演  / 「ロードレーサー」 - 主演
- ブラマヨ衝撃ファイル 世界のコワ〜イ女たち「やきもち殺人」 - 主演
- 爆報!THEフライデー「プロレス界の女帝」 - 主演
- 劇団ひとりの新番組を考える会議 - クイズ解答ゲスト
- クイズ!脳ベルSHOW 547,548,549回 (週刊チャンピオン)
- 孤独のグルメ Season6 第11話 （2017年6月24日、テレビ東京） - 岩下晴子 役

### 映画
- ガメラ2 レギオン襲来（1997年） - 館林・報道ヘリのリポーター
- 東映教育映画「万引きは非行の入口」 - 主役の母親
- 東映教育映画「新しい自分へのテイクオフ」 - 主役の妻
- 東映教育映画「気づいてますか? 心の声に」 - 主役の妻

### 舞台
- 安部公房原作「友達」 - 主演・準主演
- 「ポンキッキ・サマーファミリーコンサートツアー」
- 「ポンキッキ・クリスマスディナーショー」（新高輪プリンスホテル）
- 「ポンキッキ・クラシックコンサートツアー」
- 「ポンキッキ・ドリームコンサート」

### DVD
- 稲川淳二の真実のホラー・湖面の魂 - 幽霊一家の母親
- ドラえもんのたのしいてあそびうた - お姉さん
- 消防庁「救命救急における How-to」- 司会

### CD
- みわゆうこ「み～んなだいすき」 ポニーキャニオン（ソロ）
- みわゆうこ、ガチャピン、ムック、山崎清介、砂川直人 「ひらけよ！とびら」ポニーキャニオン

### PV
- ケツメイシ「合わせた手のひらの間」 前編 ＆後編  - 主役の母親

### VP
- 警視庁「古物営業法のポイント」 - 刑事 / 「少年相談対応」 - 相談員
- 財務省主計局
- 警察庁「被害者支援」
- 統計局
- 東京ディズニーシー

### CM
- 自治省「統一地方選挙」（メイン）
- 消防庁「防炎品の普及啓発」（メイン）
- 箱根彫刻の森美術館（メイン）

### ナレーション
- 千葉県国民宿舎 〜サンライズ九十九里〜
- 箱根彫刻の森美術館（レギュラー）
- 美ヶ原高原美術館（レギュラー）

### ポスター・パンフレット
- 献血ポスター・パンフレット